# (7364) Otonkučera
7364 Otonkucera (1996 KS) – planetoida z pasa głównego asteroid okrążająca Słońce w ciągu 3,41 lat w średniej odległości 2,27 j.a. Odkryta 22 maja 1996 roku.